# 大分県農林水産研究指導センター
大分県農林水産研究指導センター（おおいたけんのうりんすいさんけんきゅうしどうセンター）は、農業、林業、水産業の試験研究を行う大分県の機関である。

## 概要
2005年（平成17年）4月に、大分県の農林水産業関係の公設試験研究機関を統合して大分県農林水産研究センターとして設立され、2010年（平成22年）4月に研究・指導体制の強化を図って大分県農林水産研究指導センターに再編された。本部を大分県豊後大野市に置き、大分県下各地に所在する4研究部・5グループの計9機関から構成される。

## 農業研究部
- 所在地：豊後大野市三重町赤嶺2328-8

2010年（平成22年）4月の再編により、安全農業研究所、水田農業研究所、野菜・茶業研究所、果樹研究所、花き研究所の5研究所を統合して成立。本部を旧野菜・茶業研究所があった豊後大野市に置き、県内各地に3つのグループを配置する。
なお、宇佐市大字北宇佐にあった旧安全農業研究所（大分県病害虫防除所）は、2011年（平成23年）4月に農業研究部病害虫チームとなって、拠点を豊後大野市三重町赤嶺に移している。

### 水田農業グループ
- 所在地：宇佐市大字北宇佐65

旧大分県農林水産研究センター水田農業研究所。

### 果樹グループ
- 所在地：国東市国東町小原4402

旧大分県農林水産研究センター果樹研究所。

### 花きグループ
- 所在地：別府市大字鶴見710-1

旧大分県農林水産研究センター花き研究所。

## 畜産研究部
- 所在地：竹田市久住町大字久住3989-1

旧大分県農林水産研究センター畜産試験場。
沿革
- 1906年（明治39年）1月 - 大分郡西大分町（現・大分市）に大分県種畜場の仮庁舎を設置。
- 1907年（明治40年）8月 - 直入郡久住町（現・竹田市）に移転。
- 1966年（昭和41年）4月 - 大分県農業技術センター畜産部を設置。
- 1969年（昭和44年）4月 - 大分県畜産試験場に改組。
- 1988年（昭和63年）4月 - 大分県農業技術センター畜産部酪農科及び飼料科を大分県畜産試験場に統合。
- 1998年（平成10年）4月 - 大分県農業技術センター畜産部を中小家畜部として大分県畜産試験場に統合。
- 2005年（平成17年）4月 - 大分県の農林水産業関係の試験研究機関の統合により、大分県農林水産研究センター畜産試験場となる。
- 2010年（平成22年）4月 - 大分県農林水産研究指導センターへの再編に伴い、大分県農林水産研究指導センター畜産研究部となる。

## 林業研究部
- 所在地：日田市大字有田字佐寺原35

旧大分県農林水産研究センター林業試験場。
沿革
- 1947年（昭和22年）12月 - 日田商工会議所内に仮事務所設置。
- 1948年（昭和23年）3月 - 日田市大字田島字倉ヶ迫移転。
- 1972年（昭和47年）3月 - 日田市大字有田字佐寺原の新試験場に移転。
- 1999年（平成11年）4月 - きのこ部門がきのこ研究指導センターとして独立。
- 2005年（平成17年）4月 - 大分県の農林水産業関係の試験研究機関の統合により、大分県農林水産研究センター林業試験場となる。
- 2009年（平成21年）4月 - 大分県産業科学技術センター日田産業工芸試験所を統合。
- 2010年（平成22年）4月 - 大分県農林水産研究指導センターへの再編に伴い、大分県農林水産研究指導センター林業研究部となる。

### きのこグループ
- 所在地：豊後大野市三重町赤嶺2369

旧大分県農林水産研究センターきのこ研究所。
沿革
- 1999年（平成11年）4月 - 大分県林業試験場きのこ部門が大野郡三重町にきのこ研究指導センターとして独立。
- 2005年（平成17年）4月 - 大分県の農林水産業関係の試験研究機関の統合により、大分県農林水産研究センターきのこ研究所となる。
- 2010年（平成22年）4月 - 大分県農林水産研究指導センターへの再編に伴い、大分県農林水産研究指導センター林業研究部きのこグループとなる。

## 水産研究部
- 所在地：佐伯市上浦大字津井浦194-6

旧大分県農林水産研究センター水産試験場。
沿革
- 1900年（明治33年） - 大分市に水産試験場設立。
- 1903年（明治36年） - 北海部郡佐賀関町（現・大分市）に移転。
- 1913年（大正2年） - 大分市に移転。
- 1915年（大正4年） - 大分市に南大分養魚場設立。内水面漁業試験場の前身にあたる。
- 1945年（昭和20年） - 水産試験場が臼杵市に移転。
- 1951年（昭和26年） - 西国東郡呉崎村（現・豊後高田市）に浅海漁業研究所設立。
- 1965年（昭和40年） - 浅海漁業研究所が浅海漁業試験場に改称。
- 1967年（昭和42年） - 宇佐郡安心院町（現・宇佐市）に内水面漁業試験場を設立し、南大分養魚場を廃止。
- 1969年（昭和44年） - 水産試験場が南海部郡上浦町（現・佐伯市）に移転。
- 1979年（昭和54年） - 上浦町に栽培漁業センター開設。
- 1984年（昭和59年） - 上浦町に魚病指導総合センター開設。
- 1990年（平成2年） - 上浦町に冷水魚研究センター開設。
- 1996年（平成8年） - 水産試験場、浅海漁業試験場、内水面漁業試験場を統合し、大分県海洋水産研究センター設立。
- 2005年（平成17年）4月 - 大分県の農林水産業関係の試験研究機関の統合により、大分県農林水産研究センター水産試験場、浅海研究所、内水面研究所となる。
- 2010年（平成22年）4月 - 大分県農林水産研究指導センターへの再編に伴い、大分県農林水産研究指導センター水産研究部となる。浅海研究所、内水面研究所は統合されて、水産研究部浅海・内水面グループとなる。

### 浅海・内水面グループ
- 所在地；
  - 浅海チーム：豊後高田市呉崎3386
  - 内水面チーム：宇佐市安心院町荘42

旧大分県農林水産研究センター浅海研究所、及び、内水面研究所。